# Flußfahrt mit Huhn
Flußfahrt mit Huhn ist ein deutscher Kinderfilm von Arend Agthe aus dem Jahr 1984.

## Handlung
Johanna wird in den Sommerferien von ihren Eltern zu ihrem Opa gebracht. Dort ist auch ihr Cousin Robert. Der will allerdings nichts mit Johanna zu tun haben.
Johanna bemerkt, dass Robert und seine Freunde etwas vorhaben. Als dieser nicht zuhause ist, untersucht sie sein Zimmer. Dort findet sie Bücher über Piraten. Außerdem hat Robert Vorräte unter seinem Bett gesammelt. Eines Nachts entdeckt Johanna, dass Robert aus Spielautomaten, die in der Kneipe seiner Eltern hängen, Geld entnimmt.
Sie folgt Robert am nächsten Tag zu einem Bootshaus. Dort haben sich Robert und seine Freunde versammelt. Johanna belauscht die Jungen heimlich. Diese planen eine Reise auf dem Fluss. Während des Gesprächs verliert Johanna das Gleichgewicht und fällt ins Wasser. So bemerken die Jungen, dass sie belauscht worden sind. Die Jungen stellen Johanna zur Rede, und merken, dass sie alles über ihren Plan weiß. Daher bleibt ihnen nichts anderes übrig, als Johanna mitzunehmen. Nach einer feierlichen Zeremonie ist Johanna in ihrer Piratenbande aufgenommen.
Zunächst muss noch ein Huhn eingefangen werden. Denn laut einem alten Seemannsbrauch gehört auf jedes Schiff ein Huhn, zur Abschreckung des Klabautermanns. Heimlich schleichen sich die Kinder nachts aus dem Haus, und die Flussfahrt beginnt. Sie nehmen sich dazu das Segelboot ihres Opas. Die Abenteuerfahrt soll in „unbekannte“ Gewässer gehen, um eine „neue“ Passage zum Meer zu finden.
Am nächsten Morgen bemerkt Opa, dass die Kinder verschwunden sind. Johanna hatte einen Brief hinterlassen, aus dem hervorgeht, dass sie den Fluss hinabfahren. Als Johannas Eltern anrufen, erzählt er ihnen nicht, dass sie verschwunden ist. Stattdessen erzählt er ihnen, dass sie zusammen einen längeren Ausflug unternehmen wollen. Da Opa die Angelegenheit in der Familie regeln will, schaltet er nicht die Polizei ein, sondern macht sich alleine auf die Suche nach den Kindern. Dazu leiht er sich ein Motorboot aus.
Robert vermutet bereits, dass Opa ihnen folgen wird. Daher verstecken sich die Kinder im Uferbereich. Und so fährt Opa mit seinem schnelleren Boot an den Kindern vorbei, ohne diese zu bemerken. Nachts campiert der Opa auf einer Insel im Fluss. Er wird von den Kindern entdeckt, ohne dass er sie bemerkt. Robert klaut Opa das Motorboot. Und so ist dieser zunächst am nächsten Tag ohne Fahrzeug. Doch schließlich entdeckt er sein von den Kindern zurückgelassenes Segelboot. Diese haben indessen ihre Reise in dem Motorboot fortgesetzt.
Nachdem Opa sie schließlich wieder eingeholt hat, beschließen die Kinder, dass es besser ist, wenn dieser gar kein Boot mehr hat. Und so entwenden sie auch sein Segelboot. Doch es gelingt ihm erneut die Kinder einzuholen. Er seilt sich von einer Brücke ab und kann gerade noch das Beiboot erwischen. Nachdem die Kinder das Beiboot losgeschnitten haben, muss Opa die Reise nun in einem Schlauchboot fortsetzen, während die Kinder weiter im Motorboot fahren.
Des Nachts verschwindet der kleine Alex. Er ist mit dem Segelboot abgetrieben. Die Kinder suchen ihn, doch können ihn zunächst nicht finden. Sie finden ihn am nächsten Morgen wieder, doch bei Alex ist auch Opa. Es gelingt den Kindern, Alex vom Opa zu trennen, und so geht das Katz-und-Maus-Spiel weiter.
Am nächsten Tag legen die Kinder bei einer verlassenen Fabrik an. Das alte Gebäude regt natürlich die Fantasie der Kinder an. Und so spielen sie auf dem Gelände. Doch sie werden von einem Mann beobachtet. Dieser sperrt die Kinder schließlich ein. Ihr Boot löst er von der Anlegestelle, und so treibt dieses ab. Die Kinder hoffen nun, dass Opa sie retten wird.
Währenddessen hat Opa sein Boot getarnt, damit die Kinder ihn nicht wieder entdecken. Auf der Verfolgungsfahrt nach den Kindern kommt er in eine Übung des Militärs. Diese halten ihn für einen Spion, weil er in einem getarnten Boot fährt, und nehmen ihn gefangen. Als das Militär schließlich seinen Fehler erkennt, fahren sie ihn den Fluss weiter runter. Dabei kommt er auch an der Fabrik vorbei, wo die Kinder gefangen gehalten werden. Davon ahnt Opa allerdings nichts und fährt ahnungslos vorbei. Schließlich entdecken sie die abgetriebenen Boote, und Opa nimmt die Suche nach den Kindern wieder auf. Nachdem Opa mit den Eltern von Johanna telefoniert hat, wird es langsam eng. Denn die Mutter möchte sie bald besuchen, da sie ihre Flussfahrt in die Nähe des Ferienortes der Eltern gebracht hat.
Inzwischen gelingt es den Kindern, sich zu befreien. Doch ohne Boot müssten die Kinder zu Fuß weiter. Da kommt ihnen ein Angler zu Hilfe. Er hat die abgetriebenen Boote entdeckt. Diese liegen an einer Anlegestelle eines Hotels, in dem Opa abgestiegen ist. Und auch Johannas Eltern sind dort inzwischen eingetroffen. Nachdem sich die ganze Familie versammelt hat, geht die Fahrt auf dem Fluss, nun zusammen mit ihrem Opa weiter. Und so kann das große Ziel, das Meer, erreicht werden.

## Besonderheiten
Flußfahrt mit Huhn ist einer der wenigen Kinderfilme aus der Bundesrepublik in den 1980er Jahren, eine vollständige Liste gibt es unter Kinderfilme in der Bundesrepublik 1945 bis in die 1980er. Regisseur Agthe habe damals mit diesem Film „für frischen Wind in der westdeutschen Kinderfilmflaute“ gesorgt, schrieb die Süddeutsche Zeitung im Jahr 2015.
Im TV erfolgte die Erstausstrahlung ab August 1987 in der ARD als fünfteilige Serie a 25 Minuten. Neben Zusammenfassungen der vorherigen Folgen enthält die Serienfassung einige zusätzliche Szenen, die nicht im Kino liefen – die Untersuchung eines verlassenen Schiffes bei Nacht durch die Kinder. Diese Schnittfassung wurde zuletzt 1997 gesendet und erschien nie auf DVD.
2014 veröffentlichte Agthe auf DVD eine um 20 Minuten – auf nun 84 Minuten – gekürzte Neufassung von Flußfahrt mit Huhn. Er begründete die Kürzung mit veränderten Sehgewohnheiten von Kindern: „Wir haben mehr Tempo hineingebracht. Denn die Kinder heute haben eine andere Wahrnehmung als früher, sie sind schnellere Schnitte gewöhnt. (…) Sprünge verstehen die Kinder heute problemlos, da muss ich gar nicht erzählen, was zwischendurch passiert ist.“

## Kritiken
- „…Und das ist der Stapellauf zu einem Kinderfilm, der all das hat, was dem Genre im Land der Pädagogen und Erzieher so lange fehlte: Abenteuerlust, Romantik und Witz. Er ist wie die Kinder, die ihn aufwerten und sehen wollen: Phantasievoll, rotzfrech, ein bisschen schadenfroh und nur gemein denen gegenüber, die’s verdienen. Opa gehört nicht dazu …“

 Tipp, 23/1984 
- „Flußfahrt mit Huhn ist ein Film der Spaß macht – ein Film voller Spannung und Fantasie zugleich. Die Bilder lassen Zeit zum Betrachten, vermitteln ein Gefühl für die Landschaft, und wecken Lust, selbst auf Entdeckungsfahrt zu gehen.“

 Kinder und Jugendfilm Korrespondenz, 2/1984 
- „Ein spannender und humorvoller Kinderfilm mit kräftigen, glaubwürdigen Figuren, einer guten Geschichte und einfallsreicher Auflösung, voller Slapstickkomik, aber nicht ohne Poesie. Der Film setzt an bei den Seefahrer- und Piratenphantasien heranwachsender Kinder und zeigt, wie die Phantasien aus einer kleinen Entdeckungsreise ein großes Abenteuer machen.“ 
  Filmdienst, 1984
- „Flußfahrt mit Huhn ist nicht nur ein Kinderfilm, sondern auch ein Reisefilm, ein Abenteuerfilm und vor allem eine Komödie.“ 
  zitty, 1984

## Auszeichnungen
- 1984: 1. Preis der Kinder und Erwachsenenjury beim Kinder- und Jugendfestival Gijón (Spanien)
- 1984: 1. Preis der Kinderjury bei der Hildesheimer Kinderfilmwoche
- 1984: Preis der Frankfurter Autorenstiftung
- 1985: Ehrendiplom der Jury und Preis der Kinderjury beim Kinderfilmfest der Internationalen Filmfestspiele in Moskau
- 1986: Deutscher Jugendvideopreis
- Aufnahme in den Filmkanon des Bundesverband Jugend und Film und der Kinder- und Jugendfilm-Korrespondenz[2]